# 4-Azaphenothiazin
4-Azaphenothiazin zählt in der Chemie zur Stoffgruppe der Heterocyclen und ist ein Zwischenprodukt zur Synthese einer Vielzahl von Arzneistoffen.

## Geschichte
Die erstmalige Synthese gelang im Jahre 1958 durch eine Smiles-Umlagerung mit anschließender Cyclisierung.

## Gewinnung und Darstellung
Durch Schmelzen von N-(Pyrid-2-yl)-anilin mit Schwefel in Gegenwart katalytischer Mengen Iod wird 4-Azaphenothiazin erhalten. Alternativ kann 4-Azaphenothiazin auch ausgehend von 2-Chlorpyridin und 2-Aminothiophenol hergestellt werden.

## Eigenschaften
An der sekundären Aminogruppe (NH) kann 4-Azaphenothiazin durch Umsetzung mit Halogenalkanen im basischen Medium alkyliert werden. Die Umsetzung von 4-Azaphenothiazin mit Phosgen liefert 4-Azaphenothiazin-10-carbonsäurechlorid, das mit Alkoholen zu Urethanen, mit Thiolen zu Thiocarbamidsäureestern und Aminen zu Harnstoffderivaten reagiert.

## Verwendung
4-Azaphenothiazin dient als Edukt für die Arzneistoffe Prothipendyl (Dominal®), Isothipendyl (Andantol®) und Pipazetat (Selvigon® / Theratuss).